# 紀北パーキングエリア
紀北パーキングエリア（きほくパーキングエリア）は、三重県北牟婁郡紀北町にある紀勢自動車道のパーキングエリアである。
仮称は「三浦パーキングエリア」（みうらパーキングエリア）であった。

## 概要
紀勢道には従来、唯一のパーキングエリア (PA) として奥伊勢PAが営業していたが、奥伊勢PAと終点の尾鷲北IC間（約48 km）には休憩施設が一切存在しない問題があったことから、当PAの設置が決定した。また、紀北町が運営する地域振興施設「始神（はじかみ）テラス」がPA内に設けられ、飲食・物販コーナーを営業している。テイクアウトコーナーで、紀北町の町魚である「マンボウ」をかたどった「お好みマンボウ焼」を販売している。施設の運営は一般社団法人みえ熊野古道JAPANが行っている。
国土交通省中部地方整備局 紀勢国道事務所によると、当PAは災害発生時の防災拠点としての役割も兼ねており、防災倉庫や国道42号方面と連絡する緊急連絡路も設置されているほか、始神テラスが災害対策施設として機能することとなっている。
なお、当PAは紀勢道の無料区間に位置することから、施設・設備は上下線共通とし、Uターンが可能な構造となっている。
始神テラスの名は、世界遺産熊野古道の「始神峠」に位置することに由来する。始神テラスの初年度来場者数目標は60万人であったが、半年にも満たない2015年11月に達成し、2016年5月3日には100万人に達した。

## 道路
- E42 紀勢自動車道

## 施設
- 駐車場
- トイレ
- 始神（はじかみ）テラス（地域振興施設・災害対策施設）（8:00 - 18:00）
  - 飲食コーナー「種まき権兵衛家カフェレスト」[6]
  - 物販コーナー「キホクニヤ」[6]
  - 多目的室
- 情報提供施設

## 隣
E42 紀勢自動車道
(3) 紀伊長島IC - 紀北PA - (4) 海山IC